# Picture Rocks, Arizona
Picture Rocks är en ort (CDP) i Pima County, i delstaten Arizona, USA. Enligt United States Census Bureau har orten en folkmängd på 9 563 invånare (2010) och en landarea på 184 km².